# Vivjana
Vivjana je  žensko osebno ime.

## Izvor imena
Ime Vivjana je različica ženskega osebnega imena Vivijana.

## Pogostost imena
Po podatkih Statističnega urada Republike Slovenije je bilo na dan 31. decembra 2007 v Sloveniji število ženskih oseb z imenom Vivjana: 29.

## Osebni praznik
V koledarju je ime Vivjana zapisano skupaj z imenoma Vivijana oziroma Bibijana.